# گریندیل (میزوری)
گریندیل (به انگلیسی: Greendale) یک شهر در ایالات متحده آمریکا است که در شهرستان سنت لوئیس، میزوری واقع شده‌است. گریندیل ۰٫۵۴ کیلومتر مربع مساحت و ۶۵۱ نفر جمعیت دارد و ۱۸۷ متر بالاتر از سطح دریا قرار دارد.